# 前野伝左衛門
前野 伝左衛門（まえの でんざえもん、生没年不詳）は、室町時代末期から江戸時代初期にかけて活躍した武将。前野氏の分家、下津前野家の生まれで、諱は不詳。

## 略歴
伝左衛門は、下津前野家5代目の前野兼宗の四男に生まれる。前野長宗は叔父にあたる。下津前野家は織田伊勢守家に仕えていたが、下津城の廃城後は織田弾正忠家の織田信秀・信長親子に仕えた。
天文14年9月20日（1545年10月25日）、織田信秀と松平広忠の間で起きた第二次安城合戦の最中、前野伝左衛門は本多平八郎忠豊（本多平八郎忠勝の祖父）を討ち取る武功を挙げた。
永禄4年（1561年）、織田信長が今川義元を討った翌年の三河梅ヶ坪城攻めで、父の前野兼宗をはじめとする多くの前野一族が討死した。その一人である前野義高の子、前野義詮（清助）とともに宗家の前野長康に仕え、重臣となる。後に長康が羽柴秀吉のもとで播磨三木城主に任ぜられると、三木城の在番衆となった。
天正10年（1582年）6月2日午後11時頃、明智光秀の逆心（本能寺の変）を伝える密書が丹波国の細川藤孝から三木城の長康のもとに届いた。長康は備中高松城攻めの最中にある秀吉と姫路城の真野助宗に注進し、近隣に散在する者を呼び寄せて出陣の用意を下知した。家老の前野宗高は明智勢の播州乱入を懸念し、これを受けて長康は、摂津諸将の動きと上方の情勢、明智光秀の動きを偵察することを命じた。
翌日午前5時頃、伝左衛門はじめ上坂勘解由、小野木重左衛門ら十三人は、大坂摂津表に発った。備中高松城の毛利勢と和議を結び京都に軍を返しつつあった秀吉が播磨赤穂岬に着船すると、長康がそれを出迎え、派遣された伝左衛門らが偵察した摂津表の状況を報告した。報告を受けた秀吉は尼崎城を次の拠点に定め、尼崎城主池田恒興への使者として、池田家臣伊木忠次の旧友である蜂須賀正勝・前野長康が手勢500人余りを連れて赴き、高槻や茨木衆、栃木衆を調略するよう伝言した。前野長康勢は、但馬衆を率いる先鋒羽柴秀長軍に軍監として付けられ、山崎の戦いに出陣した。
天正16年（1588年）の時点では前野加賀守に従って佐々成政に仕えていた。同年5月、成政が摂津国で切腹したために家臣は離散して牢人となり、伝左衛門は前野長康を頼って但馬国に赴いた。しかし長康は京都千本屋敷に住して聚楽第に詰めていたため、出石城にあった国許家老の前野宗高は独断での処分を決めかね、上坂勘解由と兼松又八郎に書状を持たせて京都に送り、長康の指図を仰いだ。伝令を受けた長康も、一門衆とはいえ、僅かな落度が原因で仕置きを受けた先例を考慮して判断には至らず、指図は引き延ばされた。
不日、方広寺大仏殿の諸材調達方である堀尾吉晴・金助父子が、大仏殿創建奉行である長康との話し合いのために千本屋敷を訪れた。その際、吉晴は成政牢人を多数召し抱えたことを一切のためらいなく話したので、驚いた長康方が聞き糺すには、先日吉晴が成政牢人の召抱えについて太閤秀吉に聞いたところ、秀吉は成政牢人を咎めず、むしろこれら佐々家人をよく拾うよう勧めたという。これを受けて長康は、伝左衛門の召抱えに差し構いないこと、伝左衛門は折を見て上洛することを指図した。
天正19年（1591年）10月、長康に従って名護屋城に参陣する。その後、畿内警固を命じられた長康嫡子長重の付将として在京した。
寛永元年（1624年）、蜂須賀家政が宮後村八幡社を再建、御本殿を寄進した当時、伝左衛門は阿波徳島藩蜂須賀家に仕えていた。この社の社人は三輪若狭といって蜂須賀氏の縁者であり、宮後村といえば家政の生まれ育った場所であったため、本殿の壮厳さやその普請はとても大規模なものであったという。その落成に応じて、在所に由縁のある稲田植次、前野兵太夫と共に、御名代衆として落成の無事を祝う言葉を伝えるため生駒屋敷に向かった。三人衆が代参する旨は、参勤明けの途路にあった蜂須賀家一行が東海道熱田の渡し口で船を待っている時に生駒屋敷の生駒利豊に急度伝えられたことであった。そのため、この事を聞いたかつての前野家一党である野田清助門（前野義康の子）、吉田雄翟（（小坂）前野雄吉の孫）、吉田正直（前野長康の甥）らが急いで在地の地下衆を総動員し、三人衆を出迎えた。名代三人衆は社に昇殿した後三輪若狭宅にて湯茶を飲み、夜は生駒屋敷に泊まった。翌日は熱田まで帰る予定であったが、前野一党縁故の者が前野村で待っており、この機会を逃しては再度会うこともないので自宅に立ち寄って欲しいと吉田雄翟が懇願した。三人衆はこれを了承し、宮後村に隣接する前野村の屋敷を訪れた。ここにはかつての前野一族が吉田、野田、岩田などと名を変えて住んでいたが、知己の者は激減していた。それでもその数少ない生き残りの者たちは本家筋にあたる兵太夫や伝左衛門との再会を喜び、吉田雄翟は三人衆から生駒騒動について聞いたことを書き記して残した。